# Nicole Thomas-Mauro
Nicole Thomas-Mauro (ur. 6 czerwca 1951 w Reims) – francuska polityk, działaczka społeczna, eurodeputowana w latach 1999–2004.

## Życiorys
Zaangażowana w działalność społeczną, została przewodniczącą stowarzyszenia rodzin. Przystąpiła do Ruchu dla Francji, objęła funkcję koordynatora tego ugrupowania w regionie Szampania-Ardeny.
W wyborach w 1999 z ramienia listy wyborczej organizowanej przez jej partię i przez RPF uzyskała mandat posłanki do Parlamentu Europejskiego V kadencji. Była z dwuletnią przerwą członkinią grupy Unii na rzecz Europy Narodów, pracowała w Komisji Praw Kobiet i Równouprawnienia oraz w Komisji Ochrony Środowiska, Zdrowia i Ochrony Konsumentów. W PE zasiadała do 2004.
W 2002 przyłączyła się tworzonego przez działaczy Zgromadzenia na rzecz Francji ruchu politycznego Nation et Progrès, który stowarzyszył się z Unią na rzecz Ruchu Ludowego. Później sama również została członkinią UMP. Związana także od wielu lat z organizacją Rotary International i jej klubem w Reims, była m.in. jego przewodniczącą.